# HMCS Vancouver (331)
HMCS Vancouver (331) je kanadská fregata, která byla postavena v bývalé kanadské loděnici Saint John Shipbuilding. Je to druhá jednotka třídy Halifax.

## Výzbroj
Hlavňová výzbroj fregaty Vancouver je tvořena jedním 57mm lodním dělem Bofors L/70, jedním 20mm hlavňovým systémem blízké obrany Phalanx a šesti 12,7mm kulomety M2HB. Raketovou výzbroj lodi tvoří dvě osmihlavňová vertikální odpalovací zařízení Mk 48 Mod 0 pro šestnáct protiletadlových řízených raket moře-vzduch RIM-162C ESSM a dva čtyřhlavňové raketomety Mk 141 pro osm protilodních raket RGM-84 Harpoon. Dále je loď vyzbrojena dvěma trojhlavňovými torpédomety Mk 32 pro dvacet čtyři torpéd Mk 46. Na přistávací ploše lodi může přistát jeden vrtulník Sikorsky CH-148 Cyclone.

## Galerie

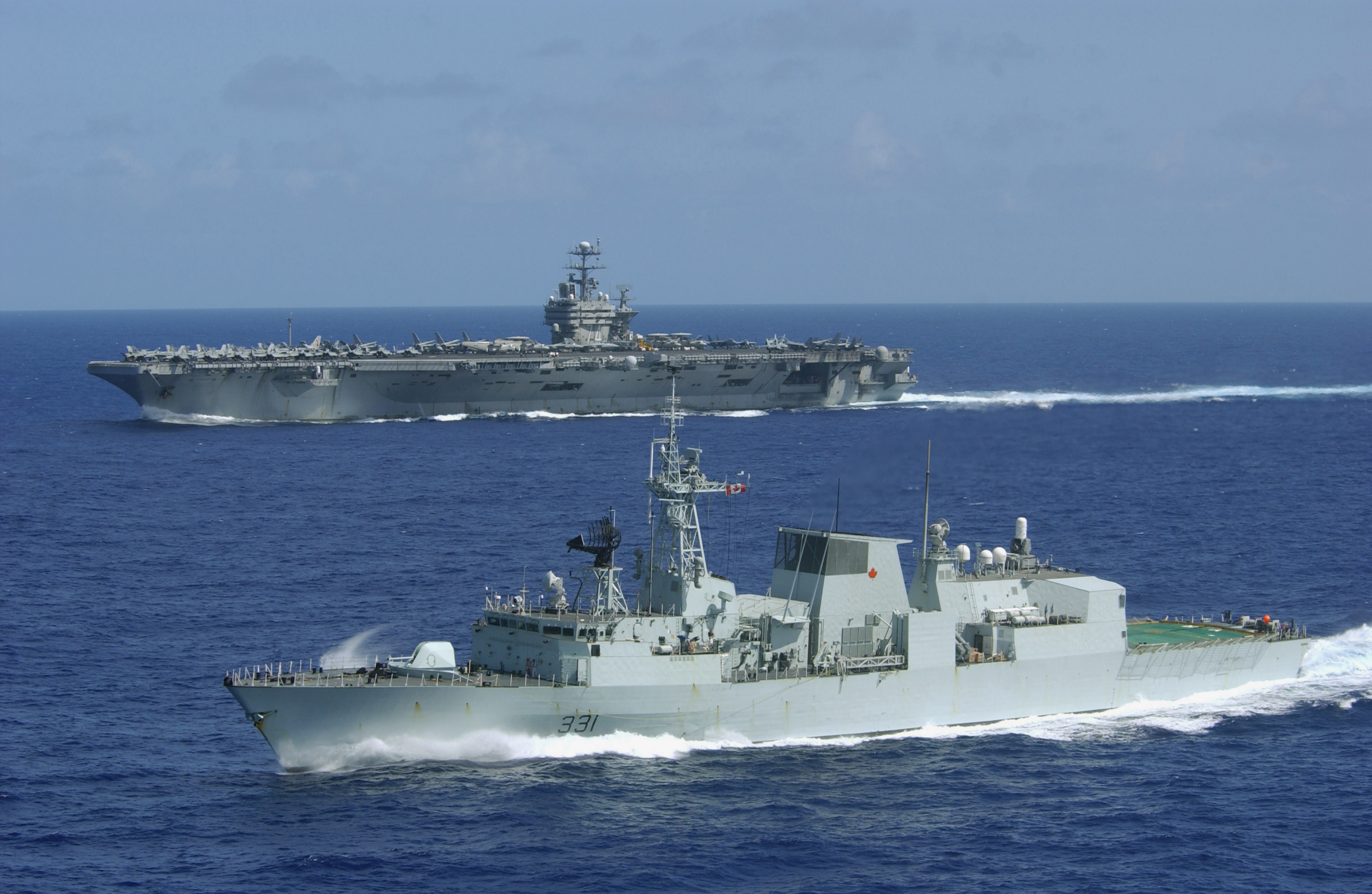
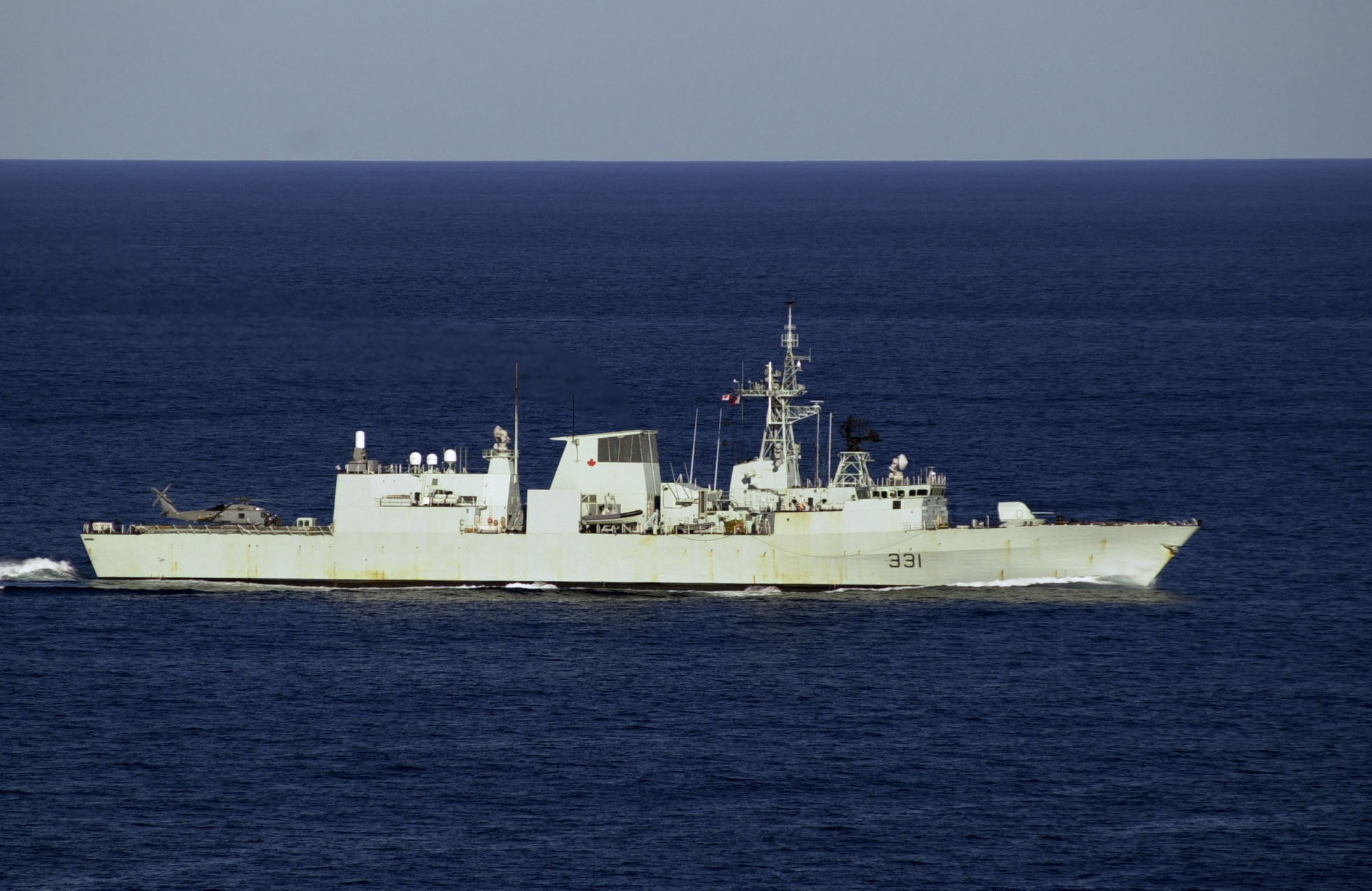
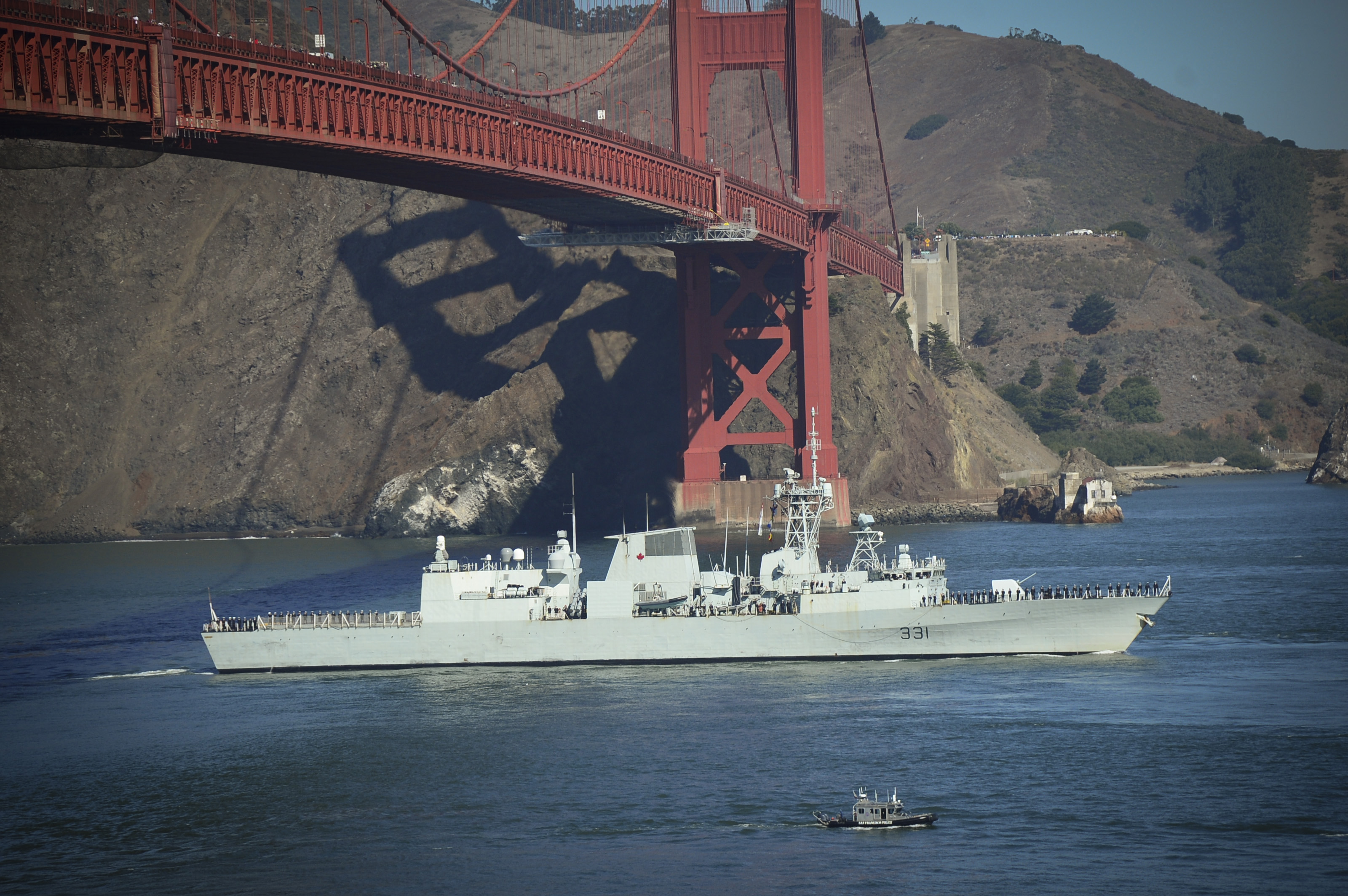
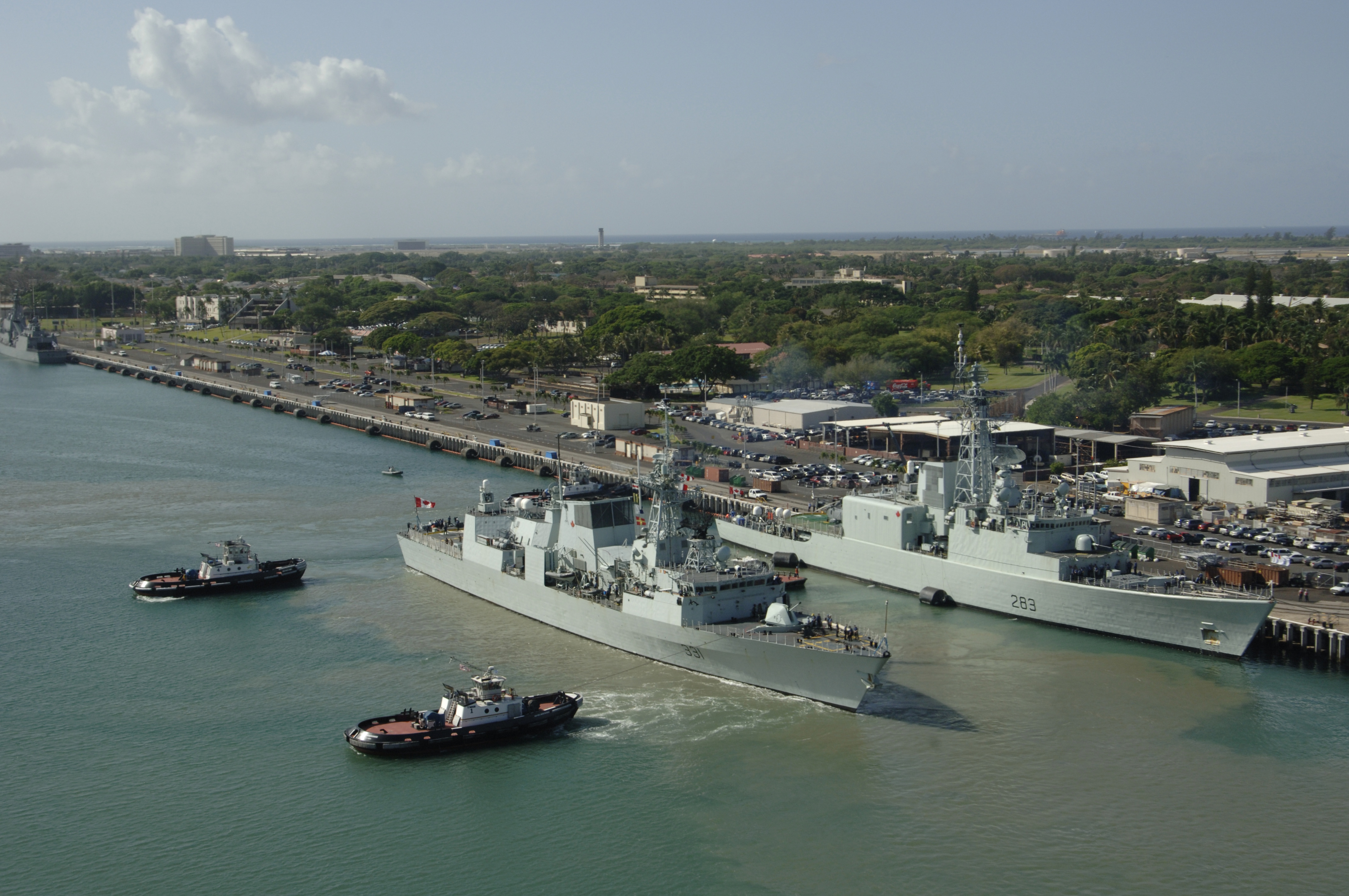
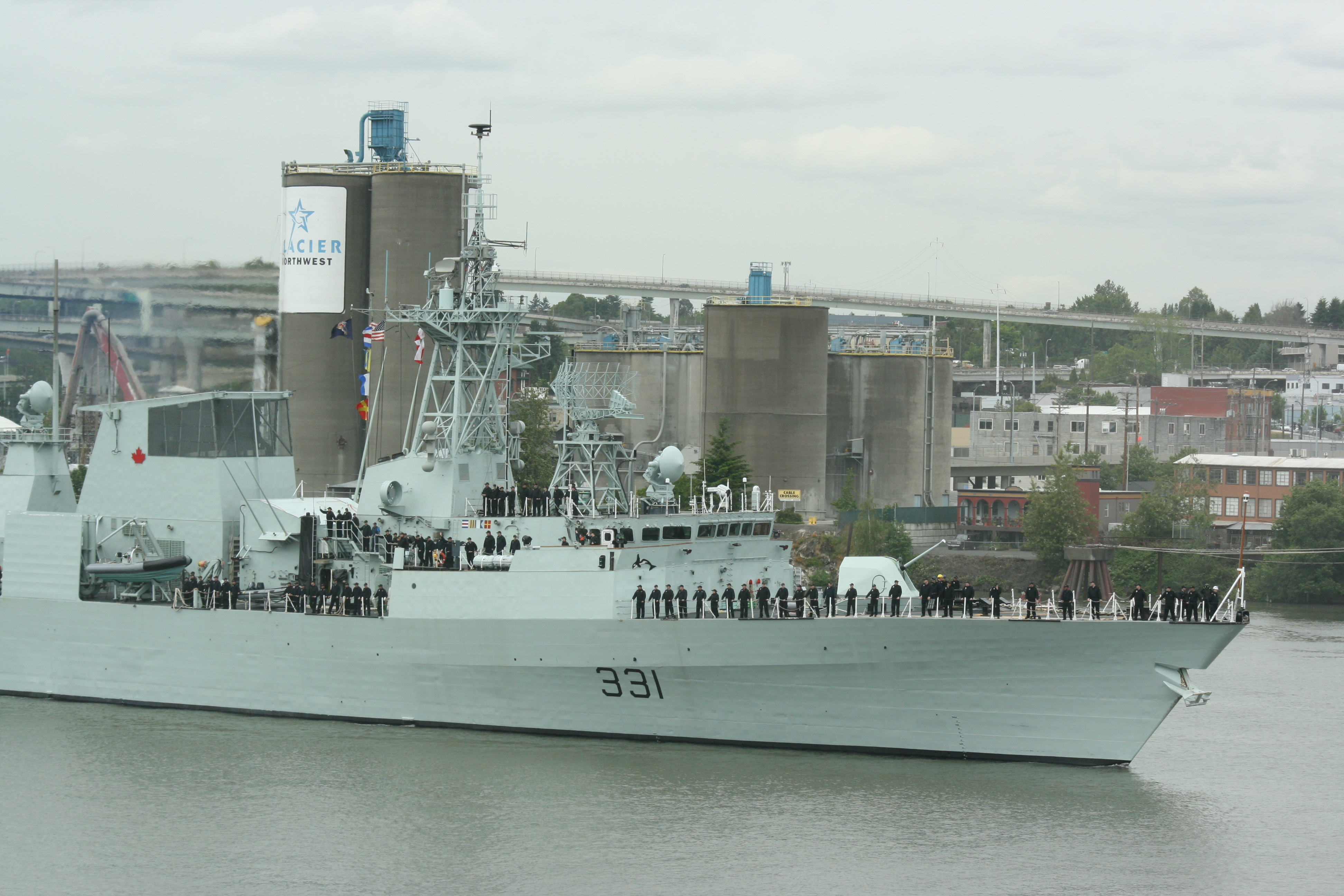
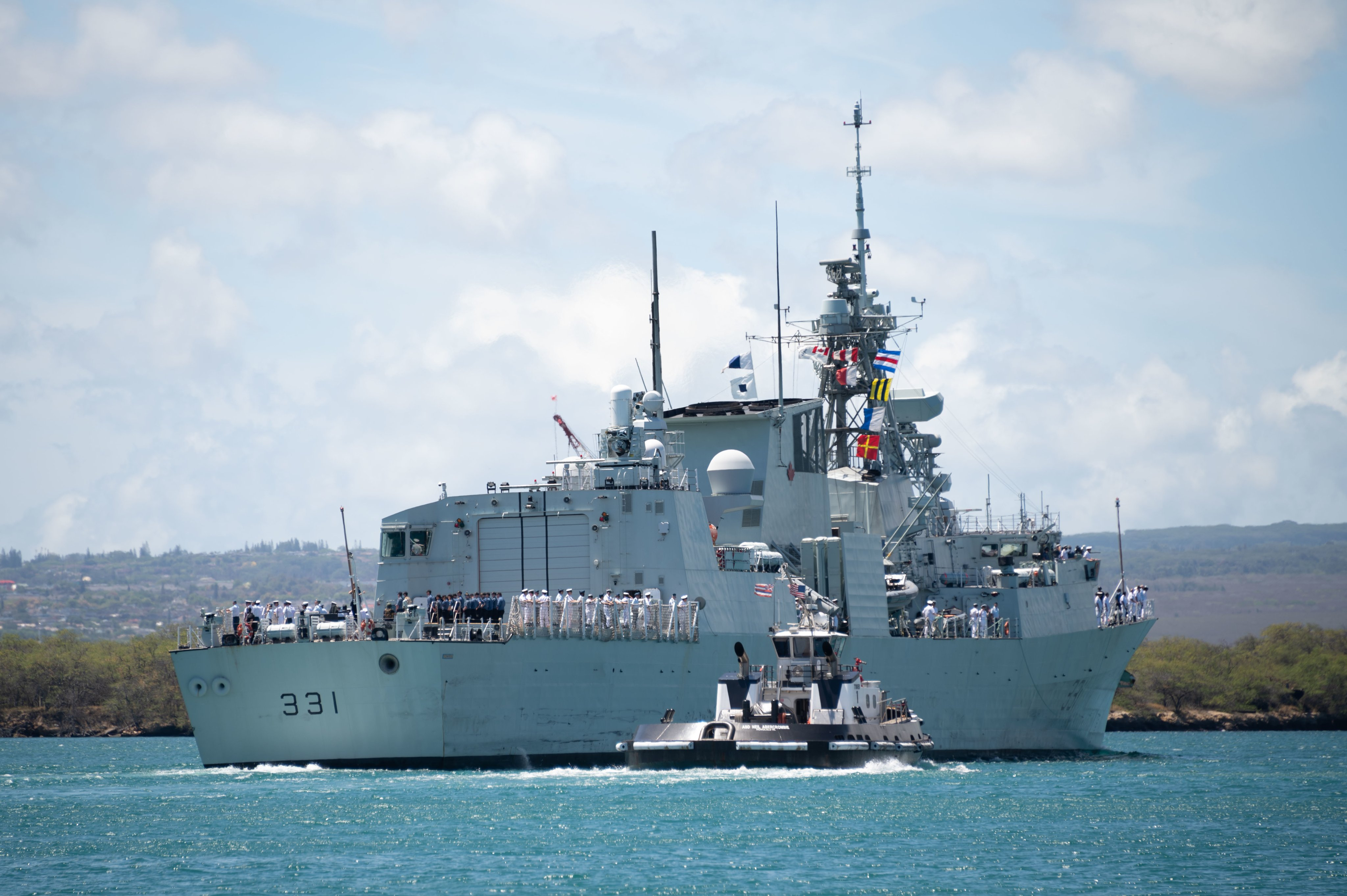